# Tyngdefelt
I fysik er et tyngdefelt eller gravitationsfelt en model, der bruges til at beskrive den påvirkning som en stor masse har i rummet omkring sig, hvor den producerer en kraft på en anden masse. Således bruges et tyngdefelt til at beskrive gravitation og det måles i newton pr kilogram (N/kg). I den oprindelige formulering af Newtonsk gravitation blev gravitation beskrevet som en kraft mellem punkter af masse. Efterfølgende forsøgte Pierre-Simon Laplace  at modellere tyngdekraften som en del af et strålingsfelt eller en fluid, og siden 1800-tallet er tyndgekraft hovedsageligt blevet beskrevet med denne feltmodel frem for punkter.
I den generelle relativitetsteori spiller feltmodellen en mere central rolle, idet gravitation forklares som en krumning af rumtiden - det nye felt - forårsaget af objekter med masse, hvilke får andre objekter til at følge krumme kurver og altså kun tilsyneladende blive påvirket af en kraft. Tyngdekraften har således vist sig at være en fiktiv kraft.
Tyngdekraften skelnes fra andre kræfter, da den må følge ækvivalensprincippet.